# Somatolophia petila
Somatolophia petila là một loài bướm đêm trong họ Geometridae.